# Lagnus
Lagnus là một chi nhện trong họ Salticidae.